# Fehérgyarmat
Fehérgyarmat város Szabolcs-Szatmár-Bereg vármegyében, a Fehérgyarmati járás székhelye. Fehérgyarmat a Szamoshát tradicionális központja, a Szamos keleti partján fekszik a járás nyugati részében.
A települési hierarchia szerint Fehérgyarmat mezocentrumnak minősül, városkategória alapján kisváros, azonban vármegyei viszonylatban véve is középvárosként azonosítható (a vármegye 9. legnagyobb lélekszámú települése). A város vármegyei jelentőségét mutatja, hogy Szabolcs-Szatmár-Bereg vármegye területfejlesztési koncepciója a települést járásközpontként definiálja. Fehérgyarmat járási székhely és a járási igazgatási, oktatási, kulturális és gazdasági központi szerepből adódóan, népességszámához képest, rendkívül funkciógazdag település

## Fekvése
Szabolcs-Szatmár-Bereg vármegye keleti részén, a Szatmári-síkságon, a Szamos folyó jobb partjához közel fekszik. A szomszédos települések: észak felől Kisar [bár a két település területe nem érintkezik], északkelet felől Nagyar, kelet felől Penyige, délkelet felől Cégénydányád, délnyugat felől Fülpösdaróc és Géberjén, nyugat felől Tunyogmatolcs és Nábrád.
A környék fontosabb települései közül Tiszabecs 28,5, Penyige 4, Tarpa 11, Tunyogmatolcs 5, Cégénydányád 6,5, Zsarolyán pedig 7,5 kilométer távolságra található.

### Megközelítése

#### Közút
A város központján keresztülhalad, nagyjából nyugat-keleti irányban a Győrtelektől Tiszabecsig vezető 491-es főút, észak-déli irányban pedig a Beregdaróc-Csengersima közti 4127-es út, ezek a legfontosabb közúti megközelítési útvonalai. [49 158-as útszámozással húzódik a város nyugati külterületei között a 491-es főút 1982 előtti, régi nyomvonala, amely Tunyogmatolcsnál a vasúttal közös hídon keresztezte a Szamost.]
Nábráddal és a Szamos jobb partján nyugatabbra fekvő településekkel a 4118-as út, Cégénydányáddal a 4136-os út köti össze. 

#### Vasút
A hazai vasútvonalak közül a várost a 113-as Nyíregyháza–Mátészalka–Zajta érinti. Fehérgyarmat vasútállomás a belterület délkeleti részén helyezkedik el, közúti elérését a 4127-es útból kiágazó 41 329-es számú mellékút biztosítja.

## Története
Fehérgyarmatot honfoglaló magyarság Gyarmat törzsének harcosai alapították, feltehetően a XI. században.
Nevét a XIV. század első harmadában említették először írott forrásban. Már első birtokosai uradalmuk gazdasági központjává fejlesztették.
A viszonylag gyors fejlődés oka, hogy a város – a közeli Szatmár várából az ország belseje felé vezető – fontos hadi- és kereskedelmi út mellett található; 1418-tól már mezővárosi rangot viselt. Az ecsedi Báthori-család birtokolta, így később az erdélyi fejedelmi családok tulajdona lett a város. Báthory István, Bethlen Gábor, I. és II. Rákóczi György erdélyi fejedelem uralkodása idején számottevő volt a város fejlődése. Ekkor épült a stratégiai szerepet soha nem játszó gyarmati földvár, amit I. Lipót császár romboltatott le, s melynek emlékét ma a főutca déli szakaszának neve, a Tömöttvár utca őrzi.
A város lakóinak jelentős része a XVIII. századra kollektív kiváltságot élvező nemes ember volt. 1850-től járási székhely lett, aminek eredményeképpen megindult a polgári fejlődés útján. 1898-ban megépült a Fehérgyarmatot Szatmárnémetivel összekötő vasútvonal. A település mai képe is ekkor kezdett kialakulni, s fejlődése töretlenül tartott egészen a trianoni békeszerződésig, amikor Erdéllyel és Kárpátaljával megszakadtak a kapcsolatai. 1978-ban kapott városi rangot az 1970-es árvíz során jelentős károkat szenvedett település. Ennek az árvíznek "köszönheti" az utána következő újjáépítést és a beköltözések révén bekövetkezett népességgyarapodást is.

## Közélete

### Polgármesterei
- 1990–1994: Dr. Nemes István (független)[3][4]
- 1994–1998: Dr. Nemes István (MSZP)[5][6]
- 1998–2002: Dr. Nemes István (független)[7][8]
- 2002–2006: Dr. Nemes István (MSZP-MSZDP)[9][10]
- 2006–2010: Dr. Tilki Attila (Fidesz–KDNP)[11][12]
- 2010–2014: Dr. Tilki Attila (Fidesz–KDNP)[13]
- 2014–2019: Dr. Péter Csaba (független)[14][15]
- 2019–2024: Dr. Péter Csaba (Fidesz–KDNP)[16]
- 2024– : Dr. Péter Csaba (Fidesz–KDNP)[1]

## Népesség
A település népességének változása:
| Lakosok száma | 7967 | 8051 | 7981 | 7768 | 7290 | 7134 | 6975 |
|               | 2013 | 2014 | 2018 | 2021 | 2022 | 2023 | 2024 |

2001-ben a város lakosságának közel 100%-a magyar nemzetiségűnek vallotta magát, de kisebb cigány és ukrán közösség is él a városban.
A 2011-es népszámlálás során a lakosok 85,2%-a magyarnak, 1,6% cigánynak, 0,4% németnek, 0,2% románnak, 0,4% ukránnak mondta magát (14,7% nem nyilatkozott; a kettős identitások miatt a végösszeg nagyobb lehet 100%-nál). A vallási megoszlás a következő volt: római katolikus 9,5%, református 57,7%, görögkatolikus 3,6%, evangélikus 0,7%, felekezeten kívüli 5,8% (21,6% nem válaszolt).
2022-ben a lakosság 93,2%-a vallotta magát magyarnak, 1,3% cigánynak, 0,9% ukránnak, 0,2% németnek, 0,1 ruszinnak, 1,8% egyéb, nem hazai nemzetiségűnek (6,7% nem nyilatkozott; a kettős identitások miatt a végösszeg nagyobb lehet 100%-nál). Vallásuk szerint 6,9% volt római katolikus, 53,2% református, 4,4% görög katolikus, 1,3% egyéb keresztény, 0,8% evangélikus, 0,2% ortodox keresztény, 5,1% felekezeten kívüli (27,9% nem válaszolt).

## Demográfia, foglalkoztatás, civil szerveződés
A KSH nyilvános adatbázisaiban rendszeresen közzétett adatok alapján Fehérgyarmat 2000 utáni népességfejlődését vizsgálva negatív tendenciák figyelhetőek meg. Az elmúlt 10 év során több mint 1100 fővel (12%-kal) csökkent a település lakónépessége. A város népsűrűsége a 2011. évi népszámlálási adatok alapján 151,7 fő/km2 , a település 1 km2 -re jutó állandó lakosainak száma 1990-től folyamatosan csökkent. Fehérgyarmatra is az országos tendenciák jellemzőek: fokozatosan csökken a fiatalkorúak száma és aránya, valamint növekszik az időskorúak aránya. A korosztályos vizsgálat során kitűnik, hogy a legdrasztikusabban a fiatalkorosztályba tartozó egyének száma csökken. A fiatal korosztály csökkenése ellenére az oktatási kapacitás a városban továbbra is kihasznált, mivel a járásban egyedül Fehérgyarmaton található középiskola, ahol fogadják a környékbeli továbbtanulni vágyó gyermekeket. Egyedül a 60 év fölöttiek esetében mutatható ki növekedés, amely a város lakosságának elöregedését vetíti előre. Összefoglalva Fehérgyarmat foglalkoztatási és munkanélküliségi helyzetét komplexen, több tényező együttes hatása determinálja. A 2008-2009 között kibontakozó gazdasági válság alapvető létbizonytalanságot teremtett a település vállalkozói struktúrájában, mely kiadáscsökkentésre sarkalta a vállalkozásokat, ennek keretében elbocsátások következtek be, emelkedett a munkanélküliség aránya lakosságon belül. A helyzet harmonizálása érdekében nagyléptékű beruházások jelentenének megoldást, azonban a településen hiányoznak a nagy tömegeket foglalkoztatni képes cégek, vállalkozások. Ennek oka elsősorban Fehérgyarmat periférikus helyzete, mely meghatározó tényezőt képez az ide települni vágyó cégek szempontjából. A rossz közlekedési állapot, a központoktól való nagy távolsága Fehérgyarmatnak egyik fő hátrányát képezi. Fehérgyarmaton a civil szféra jelenléte kimondottan erősnek nevezhető, mely jelentősen hozzájárul a helyi társadalmi kohézió erősítéséhez. A társadalmi szemléletformálásban betöltött szerepük számottevőnek mondható, működésükkel kulturális életének szerves színfoltját képezik, mindemellett pedig a város közösségi életének szervezésében kap nagy hangsúlyt létük. Fehérgyarmat civil szervezetei tevékenységük és célcsoportjaik alapján meglehetősen sokfélék. Megtalálhatóak a klasszikus hagyományőrző körök, a vallási és sport tematika köré épült szerveződések. Ezen kívül az óvodákhoz, iskolákhoz és az egész városhoz kapcsolódó egyéb baráti körök, alapítványok szintén aktív résztvevői a város kulturális életének.

## Gazdaság
Fehérgyarmat Szabolcs-Szatmár-Bereg vármegye egyik járásközpontja, szerepe a térség gazdaságában kiemelkedő. A városban található Ipari Park, mely kiépített infrastruktúrával rendelkezik, viszont a betelepült vállalkozások nagy része nem termelő tevékenységet folytat, csak szolgáltat. Az 1000 lakosra jutó vállalkozások számában megyei szinten előkelő helyet foglal el a település, viszont e vállalkozások mind KKV kategóriába számítanak. A működő vállalkozások számában 2010 óta volt egy emelkedés, s a 2000-es évek közepétől folyamatos csökkenés tapasztalható. Ez nem csak a városra jellemző jelenség, hanem a járásra, a vármegyére és az országos adatokban is ez mutatkozik meg. Ennek az oka, hogy a vállalkozások tőkeszegények, a továbblépéshez, fejlesztéshez saját forrásokkal nem rendelkeznek, és hitelt sem kapnak. A vállalkozások létszámadatai alapján látható, hogy mikrovállalkozások adják ki a teljes összeg 95%-át, 3,82% a kisvállalkozások aránya, a közepeseké 0,87%, s nagyvállalkozás – 250 fő feletti munkavállalóval – nincs is a városban. A város részesedése a megyei szummából minden vállalkozásméret esetében 2-3 % között van. Az ágazat szerint megoszlás alapján a legtöbb vállalkozás a kereskedelem, gépjárműipar, a második legtöbb szakmai, tudományos, műszaki tevékenység, harmadik az építőipar, 4-ik az ipar s ötödik a mezőgazdaság ágazatokból kerül ki. Fehérgyarmat belterületétől 1 km-re, egy 16,43 hektáros területen található a járás egyetlen ipari parkja. A park területén az infrastruktúra (csatorna, villamos energia, gáz, közvilágítás, úthálózat) kiépített, részben kiegészítő szolgáltatások is biztosítottak. Az Ipari Park közvetlen bekötőúttal kapcsolódik a 491. számú főúthoz. A bekötőút csak egysávos, az útpálya-szerkezet teherbírása alacsony. Fehérgyarmat gazdasági életében a turizmus periférikus szerepű, a megtermelt jövedelmek csak kis része származik az idegenforgalomból. A térségben elsősorban a Tiszához és mellékfolyóihoz, valamint a természetvédelmi területekhez köthető vízi- és ökoturizmus, továbbá a falusi turizmus jellemző.

## Nevezetességei
- 15. századi református templom - A gótikus stílusban épült négy fiatornyos, fagalériás toronysisakú egyhajós épület. A templom harangját Báthory István erdélyi fejedelem és lengyel király adományozta a településnek a kenyérmezei csata emlékére. A templom mennyezetét borító két kazettája zsoltárszöveggel van teleírva.
- Római katolikus templomát, amely késő barokk stílusban épült, 1816. szeptember 25-én szentelték fel.[20] A templom nyugati homlokzatán Nepomuki Szent János szobra található.
- Görögkatolikus templom
- Park (Tisza emlékműszobor, Kossuth-szobor, Sárkányos díszkút, A világháborús emlékszobor, Erdélyi kapu, Bátori templom, (Kastély) stb.) A hagyomány szerint Kossuth Lajos 1848 nyarán a toborzó körútja során Fehérgyarmaton, a ma róla elnevezett parkban tartott toborozó beszédet.
- Városi Galéria
- A Birhó, a fehérgyarmati erdő amely a Szatmár-Beregi Tájvédelmi körzetbe tartozik.
- Fehérgyarmati Gyógyvizű Strandfürdő
- Turul-szobor[21]

## Itt született
- Almási-Tóth András (1972–) színházi rendező, a Magyar Állami Operaház művészeti igazgatója
- Angyal Sándor (1925–1968) Jászai Mari-díjas magyar színész
- Balogh Tibor (1975–) festőművész
- Bartha Mór (1831–1912) a szabadságharc katonája
- Birta István (1878–1910) református gimnáziumi tanár
- Borbély Szilárd (1964–2014) költő, író, irodalomtörténész, a Debreceni Egyetem tanára
- Dajka Péter (1975–) Pro Architectura díjas építész
- Farkas Ferenc (1785–1844) jogász
- Illyés Bálint (1835–1910) költő, egyházi író
- Karácsony Gergely (1975–) magyar politológus, egyetemi oktató, Budapest főpolgármestere (2019–)
- Kézy Mózes (1781–1831) költő és filozófus
- Klobusiczky József (1756–1826) Fiume kormányzója, Borsod vármegye főispánja
- Klobusiczky Péter (1752–1843) Szatmári megyés püspök, kalocsai érsek
- Lesznyák Katalin (1969–) magyar színésznő
- Opitz Barbi (1999–) magyar énekesnő, a magyarországi X-Faktor hatodik szériájának győztese
- Paul Tamás (1976–) Ócsa polgármestere (2024–)
- Szabó Ildikó (1946-2016) szociológus
- Szabó Ilona (1971–) válogatott magyar labdarúgó
- Szabó Zoltán Tibor (1956–) karnagy
- Széles László (1966–) Jászai Mari-díjas magyar színész
- Széles Zita (1976–) magyar színész

## Itt éltek
- Boross Sándor (1891–1977) költő, újságíró. 1920 és 1937 között négy verseskötete jelent meg. Hosszabb ideig élt a településen, öregkora nagyobbik részét itt töltötte. Sírja az új temetőben található.
- Szomory Dezső (1869–1944) író. Gyermekkora nyarait a környéken töltötte. Emberi kis képeskönyv (1936) című kötetének több novellája a múlt század végi Fehérgyarmatot idézi.
- Tamás Aladár (1899–1992) költő, író, szerkesztő, a 100% alapítója. Akkoriban szűntelen fújt a szél (1976) című kétkötetes önéletrajzi könyvében megemlékezik Fehérgyarmaton töltött gyerekkoráról.
- Képes Géza (1909–1989) költő. Ugyancsak gyerekként töltött hosszabb időt a településen anyai nagyszüleinél. Az egykori élményeket idézi például a Fehérgyarmati kéklő szilvaerdők című verse.

## Testvérvárosok
- Görögország: Szkidra
- Lengyelország Nisko
- Románia: Sárközújlak
- Szlovákia: Kőhídgyarmat
- Ukrajna: Nagyszőlős

## Oktatás
- Deák Ferenc Gimnázium és Kollégium
- Kisvárdai SZC Fehérgyarmati Petőfi Sándor Közgazdasági, Informatikai és Ügyviteli Szakgimnáziuma
- Kisvárdai SZC Móricz Zsigmond Szakgimnáziuma és Szakközépiskolája
- Fehérgyarmati Bárdos Lajos Általános Iskola és Alapfokú Művészeti Iskola
- Kölcsey Ferenc Református Általános Iskola, Óvoda és Bölcsőde

## Rendezvények
Gyarmati Vigasságok
- Időpontja: minden év augusztus 20-ához legközelebb eső szombat és vasárnap.

- Helyszíne: a város központjában található csodálatos Kossuth-park.

- Résztvevői: Gyarmat utónévvel rendelkező magyar és a határon túli települések. A vendég települések múltjukkal, és jelenükkel ismertetik meg az idelátogatókat: tradicionális népviselet, gasztronómia, néptánc.

- Egyéb programjai: mesterségek bemutatója, terepíjász és harci lovas-íjász bemutató, ősi konyha - régi ízek, vásári bábjáték, kirakodóvásár, táncház, kézműves gyermek-játszóház.

## Sportlétesítmények
- Városi Strandfürdő
- Kürtgyarmat Tanuszoda
- Városi Sportpálya
- Teniszpálya
- Városi Sportcsarnok

## Egészségügyi intézmények

### Kórházak
- Szabolcs-Szatmár-Bereg Megyei Kórházak és Egyetemi Oktatókórház - Fehérgyarmati Kórház és Gyógyfürdő

### Gyógyszertárak
- Fehér Kígyó Gyógyszertár
- Kazay Patika
- Rozsnyay Gyógyszertár
- "TOPÁZ" Gyógyszertár (kórház)

### Felnőtt háziorvosok
- Dr. Illés Ildikó
- Dr. Révész Rita

### Gyermek háziorvosok
- Dr. Simon Zsuzsanna Irén
- Dr. Kovács Sándor

## Kulturális helyek
- Móricz Zsigmond Városi Művelődési Ház
- Móricz Zsigmond Városi Könyvtár

## Média
- Tv: Városi Televízió Fehérgyarmat
- Rádió: Rádió Som, Retro Rádió
- Instagram: https://www.instagram.com/fehergyarmatvaros/?hl=hu
- Megszünt rádióállomások
- Rádió Som (2011-2023) 99,5 Mhz